# Correus
Correus († 51 v. Chr.) war ein Anführer des belgischen Volksstammes der Bellovaker. Er fiel im Kampf gegen Truppen Gaius Iulius Caesars.
Nach seinem Sieg über Vercingetorix (52 v. Chr.) hatte Caesar seinen jahrelangen Gallischen Krieg fast gänzlich gewonnen. Gemeinsam mit Commius, dem König der Atrebaten, leitete Correus im nächsten Jahr 51 v. Chr. die letzte bedeutendere Erhebung einiger gallischer Stämme gegen den römischen Eroberer. Eine geraume Weile gelang es Correus, relativ erfolgreich Widerstand zu leisten. Anfangs wurden die romfreundlichen Remer besiegt und gegen die Römer selbst wandte Correus eine Art Guerillataktik an, indem er sich auf keine größeren Gefechte einließ und sein Heer an geschützten Plätzen positionierte. Aber ein von ihm aus einem Hinterhalt heraus unternommener Angriff auf Truppeneinheiten, die im Auftrag Caesars fouragierten, blieb erfolglos. In dem sich dabei entwickelnden Gefecht wurde der sich mutig wehrende Correus geschlagen; er wollte nicht fliehen oder kapitulieren und fand im Kampf den Tod.